# Уайт, Марджори
Ма́рджори Энн Уа́йт (англ. Marjorie Anne White), урождённая — Га́три (англ. Guthrie; 22 июля 1904, Виннипег, Манитоба, Канада — 21 августа 1935, Голливуд, Калифорния, США) — американская актриса и комедиантка, в начале карьеры — канадская певица и танцовщица.

## Биография
Марджори Энн Гатри родилась 22 июля 1904 года в Виннипеге (провинция Манитоба, Канада). Родителей Марджори звали Роберт и Нетти. У неё было несколько братьев и сестёр.
Марджори начала свою карьеру в 1908 году, в возрасте 4-х лет, в качестве певицы и танцовщицы детской труппы «Winnipeg Kiddies», которая активно гастролировала по родной Канаде и по США. Также в начале карьеры Марджори выступала в дуэте «The White Sisters» вместе со своей сестрой младшей сестрой Тельмой Уайт.
В 1924 году, в возрасте 20-ти лет, Марджори эмигрировала из Канады в США, где поселилась в Нью-Йорке. В это же время она начала играть в водевиле, а 10 августа 1924 года вышла замуж за своего коллегу, за Эдвина Джея Тирни, за которым была замужем 11 лет до момента своей смерти. Детей у пары не было. В период 1926—1929 годов Марджори появилась в нескольких бродвейских мюзиклах, после чего вместе с супругом переехала в Голливуд.
В 1929 году Марджори начала сниматься в кино и в этот год снялась в двух фильмах — «Счастливые дни» (роль Марджи) и «На солнечной стороне» (роль Бии Николс). В 1934 году она сыграла роль Мэри в фильме «Женщины-ненавистницы», которая стала для неё последней работой в кино. Всего на счету актрисы 15 ролей в кино.
20 августа 1935 года Марджори и ещё несколько людей попали в автокатастрофу и только она из всех пассажиров автомобиля получила серьёзные травмы. 31-летняя актриса скончалась на следующий день в голливудском госпитале от внутреннего кровотечения. Она была похоронена на кладбище «Hollywood Forever».

## Фильмография
| Год  |   | Русское название                         | Оригинальное название         | Роль                     |
| ---- | - | ---------------------------------------- | ----------------------------- | ------------------------ |
| 1929 | ф | Счастливые дни                           | Happy Days                    | Марджи                   |
| 1929 | ф | На солнечной стороне                     | Sunny Side Up                 | Биа Николс               |
| 1930 | ф | Её золотой телёнок                       | Her Golden Calf               | Элис                     |
| 1930 | ф | Новое безумие звукового фильма 1930 года | New Movietone Follies of 1930 | Вера Фонтейн             |
| 1930 | ф | Представьте себе                         | Just Imagine                  | Ди-6                     |
| 1930 | ф | О, человек!                              | Oh, For a Man!                | Тотси Франклин           |
| 1931 | ф | Чарли Чан ведёт                          | Charlie Chan Carries On       | Седт                     |
| 1931 | ф | Женщины всех наций                       | Women of All Nations          | Марджи (Пи Уи)           |
| 1931 | ф | Чёрный верблюд                           | Black Camel, The              | Рита Баллу               |
| 1931 | ф | Либеральный                              | Broadminded                   | Пенни Пакер              |
| 1931 | ф | Одержимая                                | Possessed                     | Вернис ЛаВерн            |
| 1931 | ф | Голливудские полузащитники               | Hollywood Halfbacks           | имя персонажа неизвестно |
| 1933 | ф |                                          | Diplomaniacs                  | Долорес                  |
| 1933 | ф | Её телохранитель                         | Her Bodyguard                 | Лита                     |
| 1934 | ф | Женщины-ненавистницы                     | Woman Haters                  | Мэри                     |